# Région Pays de la Loire Tour 2023
Le Région Pays de la Loire Tour 2023 est la première édition de cette course cycliste masculine sous cette appellation ; les éditions précédentes se nommant Circuit cycliste Sarthe-Pays de la Loire dont cette course prend la suite.
Il a lieu du 4 au 7 avril 2023 dans la région Pays de la Loire, en France et fait partie du calendrier UCI Europe Tour 2023 en catégorie 2.1. 
L'épreuve est remportée par le Danois Alexander Kamp de l'équipe Tudor.

## Présentation

### Parcours
Ce premier Tour de la région Pays de la Loire, lancé sous l'impulsion du conseil régional, traverse les 5 départements de la Région au cours des 4 étapes proposées.

### Équipes
18 équipes de 6 coureurs sont inscrites pour cette première édition : 5 UCI WorldTeams, 9 UCI ProTeams et 4 équipe continentales. Quelques jours avant le début de l'épreuve, l'équipe AG2R Citroën annonce son forfait en raison d’un nombre insuffisant de coureurs (blessés ou malades).
| WorldTeams (4)- EF Education-EasyPost - Groupama-FDJ - Arkéa-Samsic - Cofidis ProTeams (9)- TotalEnergies - Bingoal WB - Burgos-BH - Euskaltel-Euskadi - Q36.5 Pro Cycling Team - Tudor Pro Cycling Team - Team Flanders-Baloise - Uno-X Pro Cycling Team - Team Corratec Équipes continentales (4)- Go Sport-Roubaix Lille Métropole - Saint Michel-Mavic-Auber 93 - Nice Métropole Côte d'Azur - CIC U Nantes Atlantique |
| |

### Diffusion
Pour la première fois, les étapes sont diffusées en direct sur la chaîne L'Équipe.

## Étapes
| Étape     | Date   | Villes étapes                                  | type            | Distance (km) | Vainqueur d'étape | Leader du classement général |
| --------- | ------ | ---------------------------------------------- | --------------- | ------------- | ----------------- | ---------------------------- |
| 1re étape | 4 avr. | Saint-Père-en-Retz – Saint-Gilles-Croix-de-Vie | étape de plaine | 148,5         | Bryan Coquard     | Bryan Coquard                |
| 2e étape  | 5 avr. | Clisson – Le Lion-d'Angers                     | étape de plaine | 169,4         | Erlend Blikra     | Erlend Blikra                |
| 3e étape  | 6 avr. | Baugé-en-Anjou – Mayenne                       | étape vallonnée | 197,1         | Bryan Coquard     | Bryan Coquard                |
| 4e étape  | 7 avr. | Sablé-sur-Sarthe – Le Mans                     | étape vallonnée | 177,8         | Fredrik Dversnes  | Alexander Kamp               |

## Déroulement de la course

### 1reétape
Valentin Ferron relance une échappée après le premier sprint à Bouin, il passe en tête des deux sprints intermédiaires. Une chute dans les derniers kilomètres entraîne une désorganisation du peloton. Bryan Coquard bien emmené par ses équipiers gagne l'étape.
| \| Classement de l'étape \| Classement de l'étape \| Classement de l'étape \| Classement de l'étape \| Classement de l'étape \| \| Coureur \| Coureur \| Pays \| Équipe \| Temps \| \| --------------------- \| --------------------- \| --------------------- \| --------------------------- \| --------------------- \| \| 1er \| Bryan Coquard[3] \| France \| Cofidis \| 3 h 01 min 48 s \| \| 2e \| Marijn van den Berg \| Pays-Bas \| EF Education-EasyPost \| + 0 s \| \| 3e \| Manuel Peñalver \| Espagne \| Burgos-BH \| + 0 s \| \| 4e \| Arnaud Démare \| France \| Groupama-FDJ \| + 0 s \| \| 5e \| Rick Pluimers \| Pays-Bas \| Tudor Pro Cycling Team \| + 0 s \| \| 6e \| Milan Fretin \| Belgique \| Team Flanders-Baloise \| + 0 s \| \| 7e \| Szymon Sajnok \| Pologne \| Q36.5 Pro Cycling Team \| + 0 s \| \| 8e \| Bram Welten \| Pays-Bas \| Groupama-FDJ \| + 0 s \| \| 9e \| Nolann Mahoudo \| France \| CIC U Nantes Atlantique \| + 0 s \| \| 10e \| Rudy Barbier \| France \| Saint Michel-Mavic-Auber 93 \| + 0 s \| |                     |          |                             |                 |
| |                     |          |                             |                 |
| Source : ProCyclingStats |                     |          |                             |                 |
| Classement de l'étape |                     |          |                             |                 |
| Coureur | Coureur             | Pays     | Équipe                      | Temps           |
| 1er | Bryan Coquard       | France   | Cofidis                     | 3 h 01 min 48 s |
| 2e | Marijn van den Berg | Pays-Bas | EF Education-EasyPost       | + 0 s           |
| 3e | Manuel Peñalver     | Espagne  | Burgos-BH                   | + 0 s           |
| 4e | Arnaud Démare       | France   | Groupama-FDJ                | + 0 s           |
| 5e | Rick Pluimers       | Pays-Bas | Tudor Pro Cycling Team      | + 0 s           |
| 6e | Milan Fretin        | Belgique | Team Flanders-Baloise       | + 0 s           |
| 7e | Szymon Sajnok       | Pologne  | Q36.5 Pro Cycling Team      | + 0 s           |
| 8e | Bram Welten         | Pays-Bas | Groupama-FDJ                | + 0 s           |
| 9e | Nolann Mahoudo      | France   | CIC U Nantes Atlantique     | + 0 s           |
| 10e | Rudy Barbier        | France   | Saint Michel-Mavic-Auber 93 | + 0 s           |

| \| Classement général \| Classement général \| Classement général \| Classement général \| Classement général \| \| Coureur \| Coureur \| Pays \| Équipe \| Temps \| \| ------------------ \| ------------------- \| ------------------ \| --------------------------- \| ------------------ \| \| 1er \| Bryan Coquard \| France \| Cofidis \| 3 h 01 min 38 s \| \| 2e \| Marijn van den Berg \| Pays-Bas \| EF Education-EasyPost \| + 1 s \| \| 3e \| Valentin Ferron \| France \| TotalEnergies \| + 4 s \| \| 4e \| Manuel Peñalver \| Espagne \| Burgos-BH \| + 6 s \| \| 5e \| Johan Meens \| Belgique \| Bingoal WB \| + 6 s \| \| 6e \| Rudy Barbier \| France \| Saint Michel-Mavic-Auber 93 \| + 8 s \| \| 7e \| Maël Guégan \| France \| CIC U Nantes Atlantique \| + 8 s \| \| 8e \| Lorrenzo Manzin \| France \| TotalEnergies \| + 9 s \| \| 9e \| Arnaud Démare \| France \| Groupama-FDJ \| + 10 s \| \| 10e \| Rick Pluimers \| Pays-Bas \| Tudor Pro Cycling Team \| + 10 s \| |                     |          |                             |                 |
| |                     |          |                             |                 |
| Source : ProCyclingStats |                     |          |                             |                 |
| Classement général |                     |          |                             |                 |
| Coureur | Coureur             | Pays     | Équipe                      | Temps           |
| 1er | Bryan Coquard       | France   | Cofidis                     | 3 h 01 min 38 s |
| 2e | Marijn van den Berg | Pays-Bas | EF Education-EasyPost       | + 1 s           |
| 3e | Valentin Ferron     | France   | TotalEnergies               | + 4 s           |
| 4e | Manuel Peñalver     | Espagne  | Burgos-BH                   | + 6 s           |
| 5e | Johan Meens         | Belgique | Bingoal WB                  | + 6 s           |
| 6e | Rudy Barbier        | France   | Saint Michel-Mavic-Auber 93 | + 8 s           |
| 7e | Maël Guégan         | France   | CIC U Nantes Atlantique     | + 8 s           |
| 8e | Lorrenzo Manzin     | France   | TotalEnergies               | + 9 s           |
| 9e | Arnaud Démare       | France   | Groupama-FDJ                | + 10 s          |
| 10e | Rick Pluimers       | Pays-Bas | Tudor Pro Cycling Team      | + 10 s          |

### 2eétape
Comme la veille une chute importante désorganise le final. Bryan Coquard est pris dans cette chute. Deux coureurs de l'équipe Uno-X prennent le dernier virage en tête. C'est Erlend Blikra qui s'impose devant son équipier. Il endosse le maillot bleu de leader au classement général.
| \| Classement de l'étape \| Classement de l'étape \| Classement de l'étape \| Classement de l'étape \| Classement de l'étape \| \| Coureur \| Coureur \| Pays \| Équipe \| Temps \| \| --------------------- \| --------------------- \| --------------------- \| ----------------------- \| --------------------- \| \| 1er \| Erlend Blikra[4] \| Norvège \| Uno-X Pro Cycling Team \| 3 h 45 min 09 s \| \| 2e \| Stian Fredheim \| Norvège \| Uno-X Pro Cycling Team \| + 0 s \| \| 3e \| Pierre Barbier \| France \| CIC U Nantes Atlantique \| + 0 s \| \| 4e \| Lorrenzo Manzin \| France \| TotalEnergies \| + 0 s \| \| 5e \| Arnaud Démare \| France \| Groupama-FDJ \| + 0 s \| \| 6e \| Marijn van den Berg \| Pays-Bas \| EF Education-EasyPost \| + 0 s \| \| 7e \| Rasmus Søjberg \| Danemark \| CIC U Nantes Atlantique \| + 0 s \| \| 8e \| Manuel Peñalver \| Espagne \| Burgos-BH \| + 0 s \| \| 9e \| Antonio Jesús Soto \| Espagne \| Euskaltel-Euskadi \| + 0 s \| \| 10e \| Clément Alleno \| France \| Burgos-BH \| + 0 s \| |                     |          |                         |                 |
| |                     |          |                         |                 |
| |                     |          |                         |                 |
| Classement de l'étape |                     |          |                         |                 |
| Coureur | Coureur             | Pays     | Équipe                  | Temps           |
| 1er | Erlend Blikra       | Norvège  | Uno-X Pro Cycling Team  | 3 h 45 min 09 s |
| 2e | Stian Fredheim      | Norvège  | Uno-X Pro Cycling Team  | + 0 s           |
| 3e | Pierre Barbier      | France   | CIC U Nantes Atlantique | + 0 s           |
| 4e | Lorrenzo Manzin     | France   | TotalEnergies           | + 0 s           |
| 5e | Arnaud Démare       | France   | Groupama-FDJ            | + 0 s           |
| 6e | Marijn van den Berg | Pays-Bas | EF Education-EasyPost   | + 0 s           |
| 7e | Rasmus Søjberg      | Danemark | CIC U Nantes Atlantique | + 0 s           |
| 8e | Manuel Peñalver     | Espagne  | Burgos-BH               | + 0 s           |
| 9e | Antonio Jesús Soto  | Espagne  | Euskaltel-Euskadi       | + 0 s           |
| 10e | Clément Alleno      | France   | Burgos-BH               | + 0 s           |

| \| Classement général \| Classement général \| Classement général \| Classement général \| Classement général \| \| Coureur \| Coureur \| Pays \| Équipe \| Temps \| \| ------------------ \| ------------------- \| ------------------ \| ----------------------- \| ------------------ \| \| 1er \| Erlend Blikra \| Norvège \| Uno-X Pro Cycling Team \| 6 h 46 min 47 s \| \| 2e \| Bryan Coquard \| France \| Cofidis \| + 0 s \| \| 3e \| Marijn van den Berg \| Pays-Bas \| EF Education-EasyPost \| + 1 s \| \| 4e \| Alexander Kamp \| Danemark \| Tudor Pro Cycling Team \| + 1 s \| \| 5e \| Stian Fredheim \| Norvège \| Uno-X Pro Cycling Team \| + 4 s \| \| 6e \| Valentin Ferron \| France \| TotalEnergies \| + 4 s \| \| 7e \| Manuel Peñalver \| Espagne \| Burgos-BH \| + 6 s \| \| 8e \| Johan Meens \| Belgique \| Bingoal WB \| + 6 s \| \| 9e \| Pierre Barbier \| France \| CIC U Nantes Atlantique \| + 6 s \| \| 10e \| Joey Rosskopf \| États-Unis \| Q36.5 Pro Cycling Team \| + 6 s \| |                     |            |                         |                 |
| |                     |            |                         |                 |
| |                     |            |                         |                 |
| Classement général |                     |            |                         |                 |
| Coureur | Coureur             | Pays       | Équipe                  | Temps           |
| 1er | Erlend Blikra       | Norvège    | Uno-X Pro Cycling Team  | 6 h 46 min 47 s |
| 2e | Bryan Coquard       | France     | Cofidis                 | + 0 s           |
| 3e | Marijn van den Berg | Pays-Bas   | EF Education-EasyPost   | + 1 s           |
| 4e | Alexander Kamp      | Danemark   | Tudor Pro Cycling Team  | + 1 s           |
| 5e | Stian Fredheim      | Norvège    | Uno-X Pro Cycling Team  | + 4 s           |
| 6e | Valentin Ferron     | France     | TotalEnergies           | + 4 s           |
| 7e | Manuel Peñalver     | Espagne    | Burgos-BH               | + 6 s           |
| 8e | Johan Meens         | Belgique   | Bingoal WB              | + 6 s           |
| 9e | Pierre Barbier      | France     | CIC U Nantes Atlantique | + 6 s           |
| 10e | Joey Rosskopf       | États-Unis | Q36.5 Pro Cycling Team  | + 6 s           |

### 3eétape
Bryan Coquard gagne une seconde victoire au sprint. Il revient en tête du classement général.
| \| Classement de l'étape \| Classement de l'étape \| Classement de l'étape \| Classement de l'étape \| Classement de l'étape \| \| Coureur \| Coureur \| Pays \| Équipe \| Temps \| \| --------------------- \| --------------------- \| --------------------- \| -------------------------------- \| --------------------- \| \| 1er \| Bryan Coquard[5] \| France \| Cofidis \| 4 h 29 min 24 s \| \| 2e \| Marijn van den Berg \| Pays-Bas \| EF Education-EasyPost \| + 0 s \| \| 3e \| Alexander Kamp \| Danemark \| Tudor Pro Cycling Team \| + 0 s \| \| 4e \| Romain Cardis \| France \| Saint Michel-Mavic-Auber 93 \| + 0 s \| \| 5e \| Miles Scotson \| Australie \| Groupama-FDJ \| + 0 s \| \| 6e \| Lorrenzo Manzin \| France \| TotalEnergies \| + 0 s \| \| 7e \| Rait Ärm \| Estonie \| Go Sport-Roubaix Lille Métropole \| + 2 s \| \| 8e \| Thomas Gachignard \| France \| Saint Michel-Mavic-Auber 93 \| + 2 s \| \| 9e \| Elias Maris \| Belgique \| Team Flanders-Baloise \| + 2 s \| \| 10e \| Davide Cimolai \| Italie \| Cofidis \| + 2 s \| |                     |           |                                  |                 |
| |                     |           |                                  |                 |
| |                     |           |                                  |                 |
| Classement de l'étape |                     |           |                                  |                 |
| Coureur | Coureur             | Pays      | Équipe                           | Temps           |
| 1er | Bryan Coquard       | France    | Cofidis                          | 4 h 29 min 24 s |
| 2e | Marijn van den Berg | Pays-Bas  | EF Education-EasyPost            | + 0 s           |
| 3e | Alexander Kamp      | Danemark  | Tudor Pro Cycling Team           | + 0 s           |
| 4e | Romain Cardis       | France    | Saint Michel-Mavic-Auber 93      | + 0 s           |
| 5e | Miles Scotson       | Australie | Groupama-FDJ                     | + 0 s           |
| 6e | Lorrenzo Manzin     | France    | TotalEnergies                    | + 0 s           |
| 7e | Rait Ärm            | Estonie   | Go Sport-Roubaix Lille Métropole | + 2 s           |
| 8e | Thomas Gachignard   | France    | Saint Michel-Mavic-Auber 93      | + 2 s           |
| 9e | Elias Maris         | Belgique  | Team Flanders-Baloise            | + 2 s           |
| 10e | Davide Cimolai      | Italie    | Cofidis                          | + 2 s           |

| \| Classement général \| Classement général \| Classement général \| Classement général \| Classement général \| \| Coureur \| Coureur \| Pays \| Équipe \| Temps \| \| ------------------ \| ------------------- \| ------------------ \| ---------------------- \| ------------------ \| \| 1er \| Bryan Coquard \| France \| Cofidis \| 11 h 15 min 58 s \| \| 2e \| Marijn van den Berg \| Pays-Bas \| EF Education-EasyPost \| + 7 s \| \| 3e \| Alexander Kamp \| Danemark \| Tudor Pro Cycling Team \| + 10 s \| \| 4e \| Erlend Blikra \| Norvège \| Uno-X Pro Cycling Team \| + 15 s \| \| 5e \| Manuel Peñalver \| Espagne \| Burgos-BH \| + 19 s \| \| 6e \| Stian Fredheim \| Norvège \| Uno-X Pro Cycling Team \| + 19 s \| \| 7e \| Valentin Ferron \| France \| TotalEnergies \| + 19 s \| \| 8e \| Cyrus Monk \| Australie \| Q36.5 Pro Cycling Team \| + 20 s \| \| 9e \| Johan Meens \| Belgique \| Bingoal WB \| + 21 s \| \| 10e \| Joey Rosskopf \| États-Unis \| Q36.5 Pro Cycling Team \| + 21 s \| |                     |            |                        |                  |
| |                     |            |                        |                  |
| |                     |            |                        |                  |
| Classement général |                     |            |                        |                  |
| Coureur | Coureur             | Pays       | Équipe                 | Temps            |
| 1er | Bryan Coquard       | France     | Cofidis                | 11 h 15 min 58 s |
| 2e | Marijn van den Berg | Pays-Bas   | EF Education-EasyPost  | + 7 s            |
| 3e | Alexander Kamp      | Danemark   | Tudor Pro Cycling Team | + 10 s           |
| 4e | Erlend Blikra       | Norvège    | Uno-X Pro Cycling Team | + 15 s           |
| 5e | Manuel Peñalver     | Espagne    | Burgos-BH              | + 19 s           |
| 6e | Stian Fredheim      | Norvège    | Uno-X Pro Cycling Team | + 19 s           |
| 7e | Valentin Ferron     | France     | TotalEnergies          | + 19 s           |
| 8e | Cyrus Monk          | Australie  | Q36.5 Pro Cycling Team | + 20 s           |
| 9e | Johan Meens         | Belgique   | Bingoal WB             | + 21 s           |
| 10e | Joey Rosskopf       | États-Unis | Q36.5 Pro Cycling Team | + 21 s           |

### 4eétape
L'équipe EF met un bon rythme à chaque ascension de la montée de Gazonfier, pour isoler Bryan Coquard. Celui-ci arrive à tenir les deux premiers tours de circuit, jusqu'à ce qu'un petit groupe se forme dans le troisième tour avec Ben Healy, Alexander Kamp, Valentin Ferron, Kévin Vauquelin, Alexis Guérin et Jérémy Leveau. Coquard se retrouve avec le maillot vert Marijn van den Berg, avant que ce groupe de poursuivant soit repris par le peloton emmené par l'équipe Uno-X. Fredrik Dversnes s'échappe du peloton pour rejoindre la tête de course, il gagne l'étape. Alexander Kamp remporte le classement général devant le vainqueur d'étape Dversnes et Valentin Ferron troisième.
| \| Classement de l'étape \| Classement de l'étape \| Classement de l'étape \| Classement de l'étape \| Classement de l'étape \| \| Coureur \| Coureur \| Pays \| Équipe \| Temps \| \| --------------------- \| --------------------- \| --------------------- \| -------------------------------- \| --------------------- \| \| 1er \| Fredrik Dversnes[6] \| Norvège \| Uno-X Pro Cycling Team \| 4 h 02 min 38 s \| \| 2e \| Alexander Kamp \| Danemark \| Tudor Pro Cycling Team \| + 0 s \| \| 3e \| Jérémy Leveau \| France \| Go Sport-Roubaix Lille Métropole \| + 0 s \| \| 4e \| Kévin Vauquelin \| France \| Arkéa-Samsic \| + 0 s \| \| 5e \| Ben Healy \| Irlande \| EF Education-EasyPost \| + 0 s \| \| 6e \| Valentin Ferron \| France \| TotalEnergies \| + 0 s \| \| 7e \| Romain Cardis \| France \| Saint Michel-Mavic-Auber 93 \| + 29 s \| \| 8e \| Paul Penhoët \| France \| Groupama-FDJ \| + 29 s \| \| 9e \| Laurent Pichon \| France \| Arkéa-Samsic \| + 29 s \| \| 10e \| Marijn van den Berg \| Pays-Bas \| EF Education-EasyPost \| + 29 s \| |                     |          |                                  |                 |
| |                     |          |                                  |                 |
| |                     |          |                                  |                 |
| Classement de l'étape |                     |          |                                  |                 |
| Coureur | Coureur             | Pays     | Équipe                           | Temps           |
| 1er | Fredrik Dversnes    | Norvège  | Uno-X Pro Cycling Team           | 4 h 02 min 38 s |
| 2e | Alexander Kamp      | Danemark | Tudor Pro Cycling Team           | + 0 s           |
| 3e | Jérémy Leveau       | France   | Go Sport-Roubaix Lille Métropole | + 0 s           |
| 4e | Kévin Vauquelin     | France   | Arkéa-Samsic                     | + 0 s           |
| 5e | Ben Healy           | Irlande  | EF Education-EasyPost            | + 0 s           |
| 6e | Valentin Ferron     | France   | TotalEnergies                    | + 0 s           |
| 7e | Romain Cardis       | France   | Saint Michel-Mavic-Auber 93      | + 29 s          |
| 8e | Paul Penhoët        | France   | Groupama-FDJ                     | + 29 s          |
| 9e | Laurent Pichon      | France   | Arkéa-Samsic                     | + 29 s          |
| 10e | Marijn van den Berg | Pays-Bas | EF Education-EasyPost            | + 29 s          |

## Classements finals
« Résultats Étape 4 » [PDF]

### Classement général final
| \| Classement général \| Classement général \| Classement général \| Classement général \| Classement général \| \| Coureur \| Coureur \| Pays \| Équipe \| Temps \| \| ------------------ \| ------------------- \| ------------------ \| -------------------------------- \| ------------------ \| \| 1er \| Alexander Kamp \| Danemark \| Tudor Pro Cycling Team \| 15 h 18 min 40 s \| \| 2e \| Fredrik Dversnes \| Norvège \| Uno-X Pro Cycling Team \| + 11 s \| \| 3e \| Valentin Ferron \| France \| TotalEnergies \| + 15 s \| \| 4e \| Jérémy Leveau \| France \| Go Sport-Roubaix Lille Métropole \| + 17 s \| \| 5e \| Ben Healy \| Irlande \| EF Education-EasyPost \| + 17 s \| \| 6e \| Kévin Vauquelin \| France \| Arkéa-Samsic \| + 21 s \| \| 7e \| Bryan Coquard \| France \| Cofidis \| + 22 s \| \| 8e \| Marijn van den Berg \| Pays-Bas \| EF Education-EasyPost \| + 30 s \| \| 9e \| Johan Meens \| Belgique \| Bingoal WB \| + 46 s \| \| 10e \| Romain Cardis \| France \| Saint Michel-Mavic-Auber 93 \| + 48 s \| |                     |          |                                  |                  |
| |                     |          |                                  |                  |
| Source : ProCyclingStats |                     |          |                                  |                  |
| Classement général |                     |          |                                  |                  |
| Coureur | Coureur             | Pays     | Équipe                           | Temps            |
| 1er | Alexander Kamp      | Danemark | Tudor Pro Cycling Team           | 15 h 18 min 40 s |
| 2e | Fredrik Dversnes    | Norvège  | Uno-X Pro Cycling Team           | + 11 s           |
| 3e | Valentin Ferron     | France   | TotalEnergies                    | + 15 s           |
| 4e | Jérémy Leveau       | France   | Go Sport-Roubaix Lille Métropole | + 17 s           |
| 5e | Ben Healy           | Irlande  | EF Education-EasyPost            | + 17 s           |
| 6e | Kévin Vauquelin     | France   | Arkéa-Samsic                     | + 21 s           |
| 7e | Bryan Coquard       | France   | Cofidis                          | + 22 s           |
| 8e | Marijn van den Berg | Pays-Bas | EF Education-EasyPost            | + 30 s           |
| 9e | Johan Meens         | Belgique | Bingoal WB                       | + 46 s           |
| 10e | Romain Cardis       | France   | Saint Michel-Mavic-Auber 93      | + 48 s           |

### Classements annexes
| Classement par points | Classement par points | Classement par points | Classement par points  | Classement par points |
| Coureur               | Coureur               | Pays                  | Équipe                 | Points                |
| --------------------- | --------------------- | --------------------- | ---------------------- | --------------------- |
| 1er                   | Marijn van den Berg   | Pays-Bas              | EF Education-EasyPost  | 65 pts                |
| 2e                    | Bryan Coquard         | France                | Cofidis                | 61 pts                |
| 3e                    | Alexander Kamp        | Danemark              | Tudor Pro Cycling Team | 51 pts                |

| Classement par points | Classement par points | Classement par points | Classement par points  | Classement par points |
| Coureur               | Coureur               | Pays                  | Équipe                 | Points                |
| --------------------- | --------------------- | --------------------- | ---------------------- | --------------------- |
| 1er                   | Marijn van den Berg   | Pays-Bas              | EF Education-EasyPost  | 65 pts                |
| 2e                    | Bryan Coquard         | France                | Cofidis                | 61 pts                |
| 3e                    | Alexander Kamp        | Danemark              | Tudor Pro Cycling Team | 51 pts                |

| Classement de la montagne | Classement de la montagne | Classement de la montagne | Classement de la montagne | Classement de la montagne |
| Coureur                   | Coureur                   | Pays                      | Équipe                    | Points                    |
| ------------------------- | ------------------------- | ------------------------- | ------------------------- | ------------------------- |
| 1er                       | Léo Danès                 | France                    | CIC U Nantes Atlantique   | 15 pts                    |
| 2e                        | Xabier Mikel Azparren     | Espagne                   | Euskaltel-Euskadi         | 14 pts                    |
| 3e                        | Ben Healy                 | Irlande                   | EF Education-EasyPost     | 13 pts                    |

| Classement de la montagne | Classement de la montagne | Classement de la montagne | Classement de la montagne | Classement de la montagne |
| Coureur                   | Coureur                   | Pays                      | Équipe                    | Points                    |
| ------------------------- | ------------------------- | ------------------------- | ------------------------- | ------------------------- |
| 1er                       | Léo Danès                 | France                    | CIC U Nantes Atlantique   | 15 pts                    |
| 2e                        | Xabier Mikel Azparren     | Espagne                   | Euskaltel-Euskadi         | 14 pts                    |
| 3e                        | Ben Healy                 | Irlande                   | EF Education-EasyPost     | 13 pts                    |

| Classement du meilleur jeune | Classement du meilleur jeune | Classement du meilleur jeune | Classement du meilleur jeune | Classement du meilleur jeune |
| Coureur                      | Coureur                      | Pays                         | Équipe                       | Temps                        |
| ---------------------------- | ---------------------------- | ---------------------------- | ---------------------------- | ---------------------------- |
| 1er                          | Ben Healy                    | Irlande                      | EF Education-EasyPost        | 15 h 19 min 00 s             |
| 2e                           | Kévin Vauquelin              | France                       | Arkéa-Samsic                 | + 1 s                        |
| 3e                           | Paul Penhoët                 | France                       | Groupama-FDJ                 | + 29 s                       |

| Classement du meilleur jeune | Classement du meilleur jeune | Classement du meilleur jeune | Classement du meilleur jeune | Classement du meilleur jeune |
| Coureur                      | Coureur                      | Pays                         | Équipe                       | Temps                        |
| ---------------------------- | ---------------------------- | ---------------------------- | ---------------------------- | ---------------------------- |
| 1er                          | Ben Healy                    | Irlande                      | EF Education-EasyPost        | 15 h 19 min 00 s             |
| 2e                           | Kévin Vauquelin              | France                       | Arkéa-Samsic                 | + 1 s                        |
| 3e                           | Paul Penhoët                 | France                       | Groupama-FDJ                 | + 29 s                       |

| Classement par équipes | Classement par équipes      | Classement par équipes | Classement par équipes |
| Équipe                 | Équipe                      | Pays                   | Temps                  |
| ---------------------- | --------------------------- | ---------------------- | ---------------------- |
| 1re                    | EF Education-EasyPost       | États-Unis             | 45 h 58 min 07 s       |
| 2e                     | Saint Michel-Mavic-Auber 93 | France                 | + 21 s                 |
| 3e                     | Bingoal WB                  | Belgique               | + 23 s                 |

| Classement par équipes | Classement par équipes      | Classement par équipes | Classement par équipes |
| Équipe                 | Équipe                      | Pays                   | Temps                  |
| ---------------------- | --------------------------- | ---------------------- | ---------------------- |
| 1re                    | EF Education-EasyPost       | États-Unis             | 45 h 58 min 07 s       |
| 2e                     | Saint Michel-Mavic-Auber 93 | France                 | + 21 s                 |
| 3e                     | Bingoal WB                  | Belgique               | + 23 s                 |